# Borșa
Borșa (pronunciació en romanès: [ˈBorʃa]; en hongarès: Borsa, en alemany: Borscha, ídix: בורשא o Borsha) és una ciutat del comtat de Maramureș, a l'est de Romania, a la vall del riu Vișeu i prop del pas Prislop. Unint Transsilvània amb Bucovina, el pas Prislop està envoltat per les muntanyes Rodna i Maramureș, ambdues serralades dels Carpats. El pic més alt de la regió és Pietrosul Rodnei — 2.303 metres.
El Parc Nacional de Rodna (que té una superfície de 463,4 km²) es pot accedir des de Borșa. A la ciutat hi ha una església de fusta, construïda el 1718. Borșa administra un poble, Băile Borșa.
El 1891 hi havia 1.432 jueus que vivien a Borșa. La zona ha perdut gran part de la seva població després del col·lapse del règim comunista.
Segons el cens del 2011, la població de Borșa és de 27.611 habitants, respecte al cens anterior del 2002, quan es van registrar 26.984 habitants. La majoria dels habitants són romanesos (91,26%), amb una minoria d'hongaresos (1,29%). Per al 6,78% de la població, es desconeix l’ètnia. Des del punt de vista confessional, la majoria dels habitants són ortodoxos (88,32%), amb una minoria de catòlics romans (3,24%). Per al 6,81% de la població, no es coneix l’afiliació confessional.

## Fills il·lustres
- Israel Polack (1909-1993), industrial tèxtil
- Frank Timiș (nascut el 1964), ric home de negocis establert a Londres

## Galeria

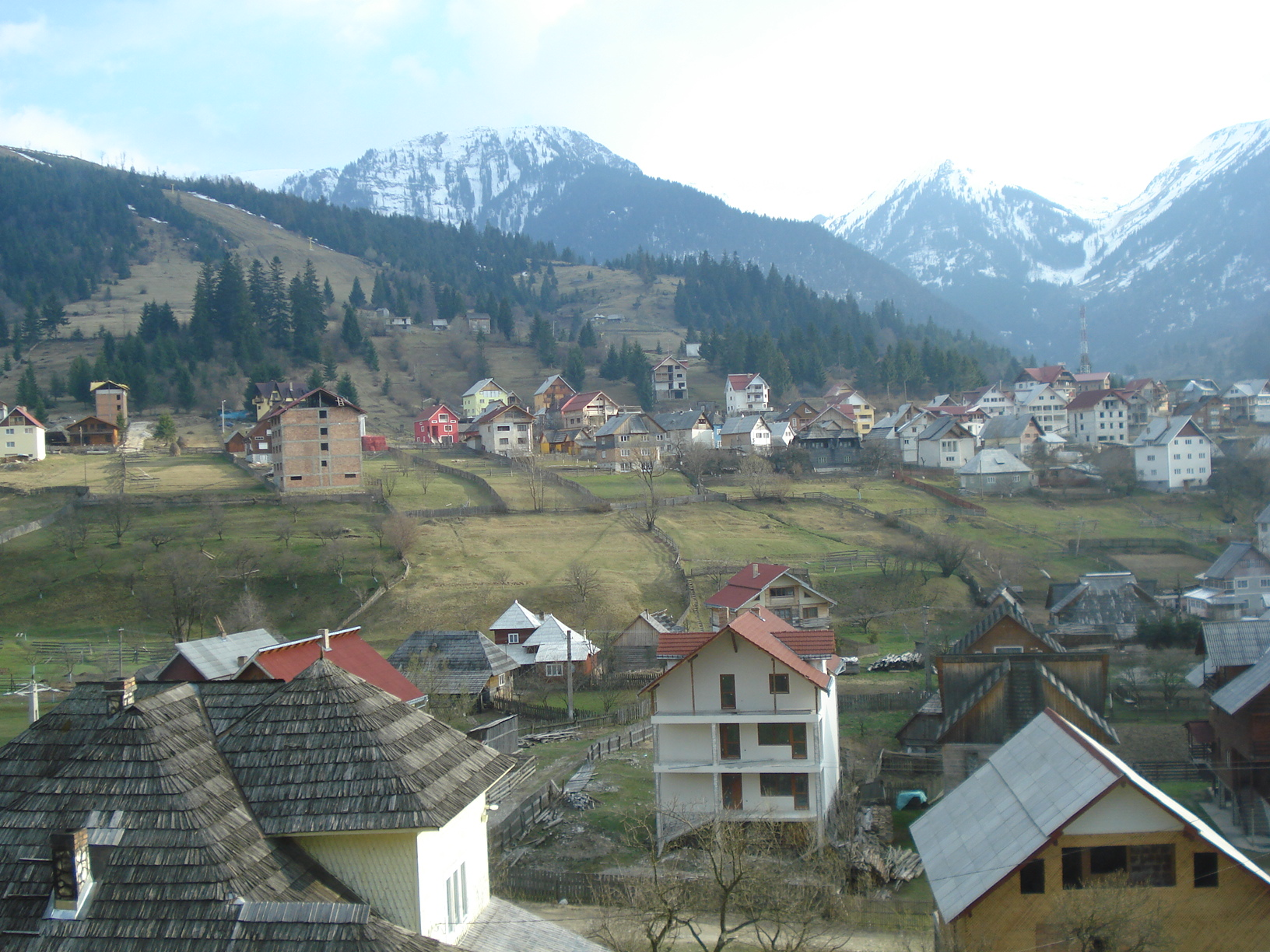
Houses in Borșa
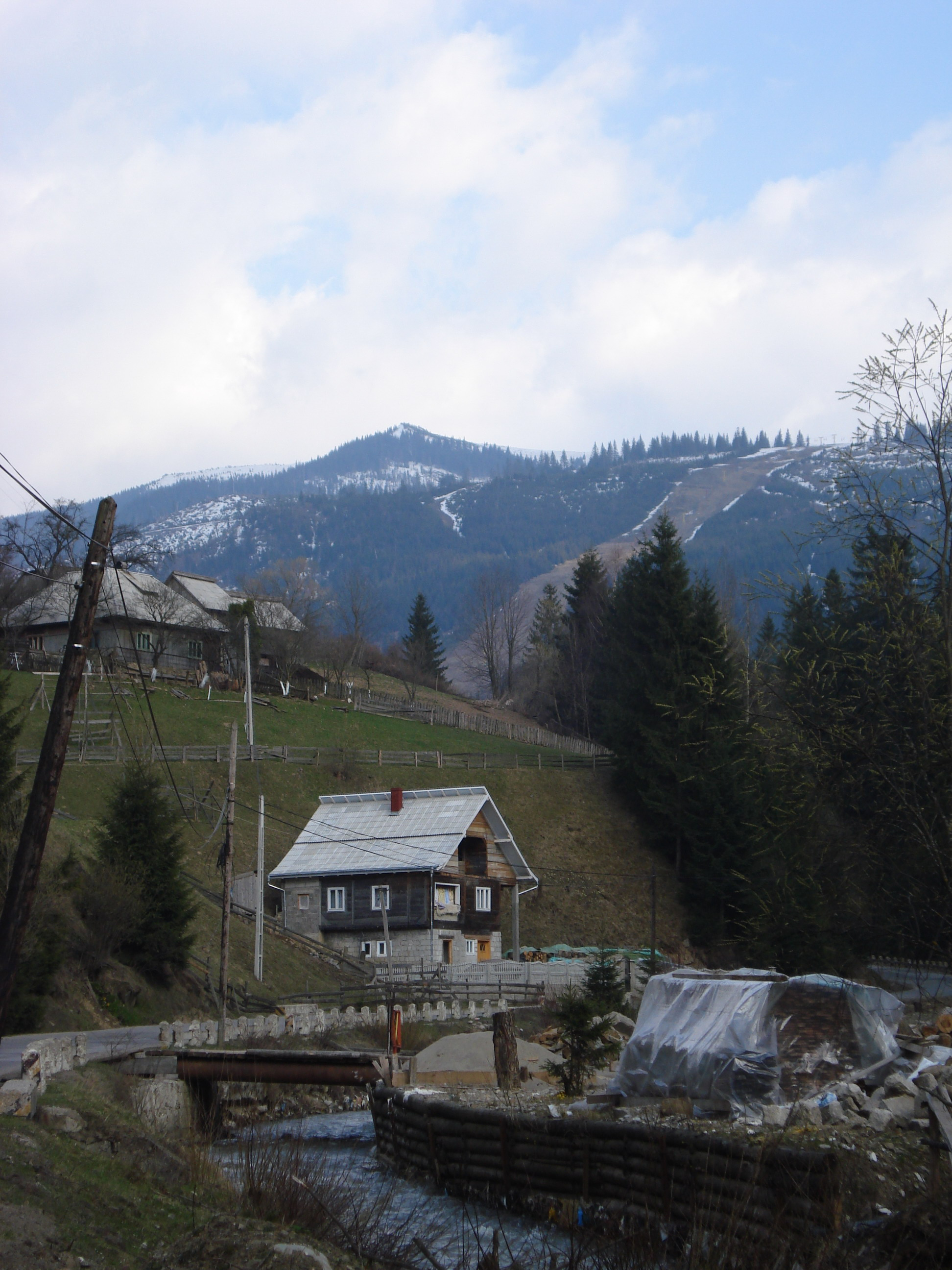
Houses in Borșa
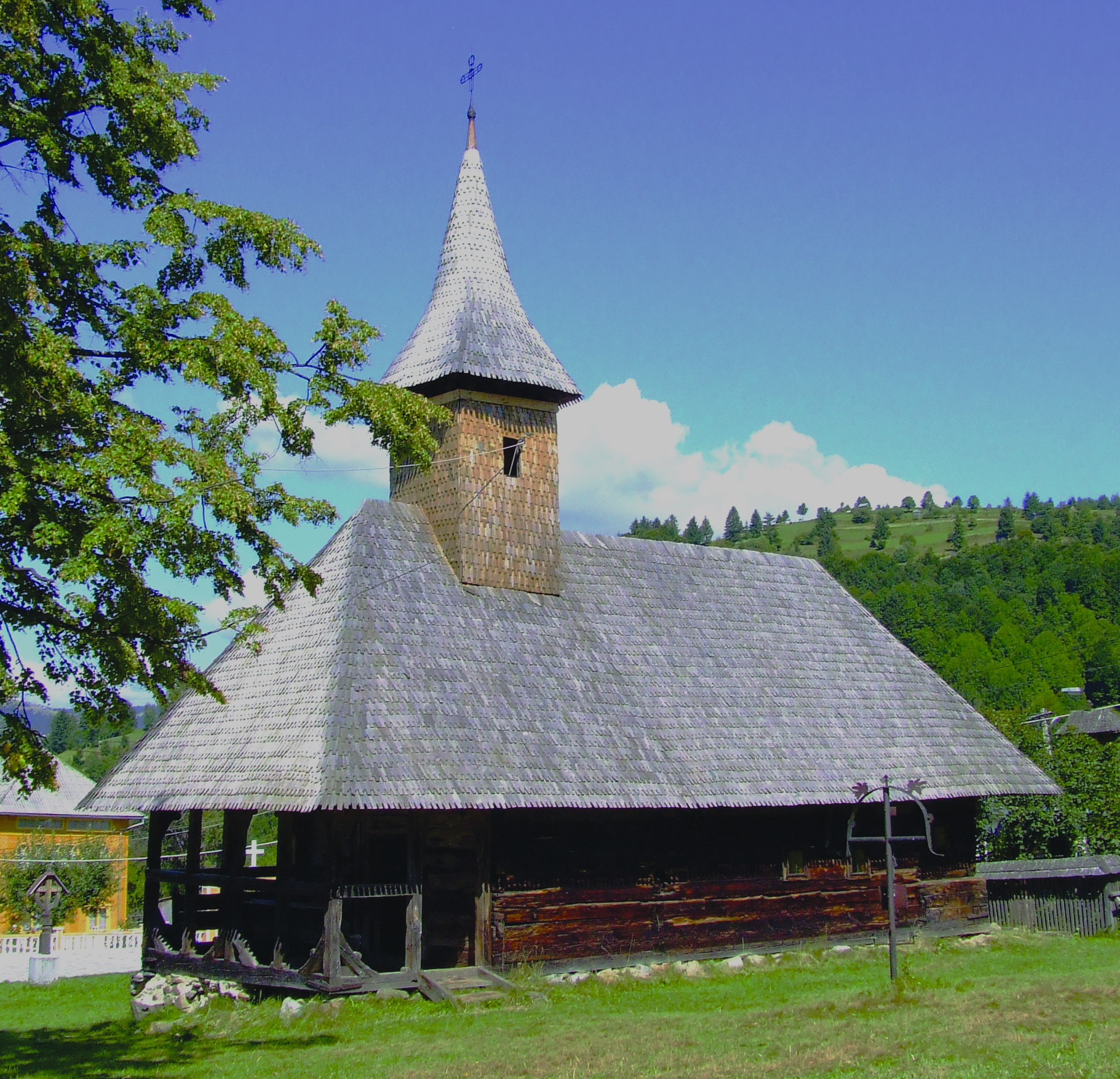
Church of the Moisei monastery
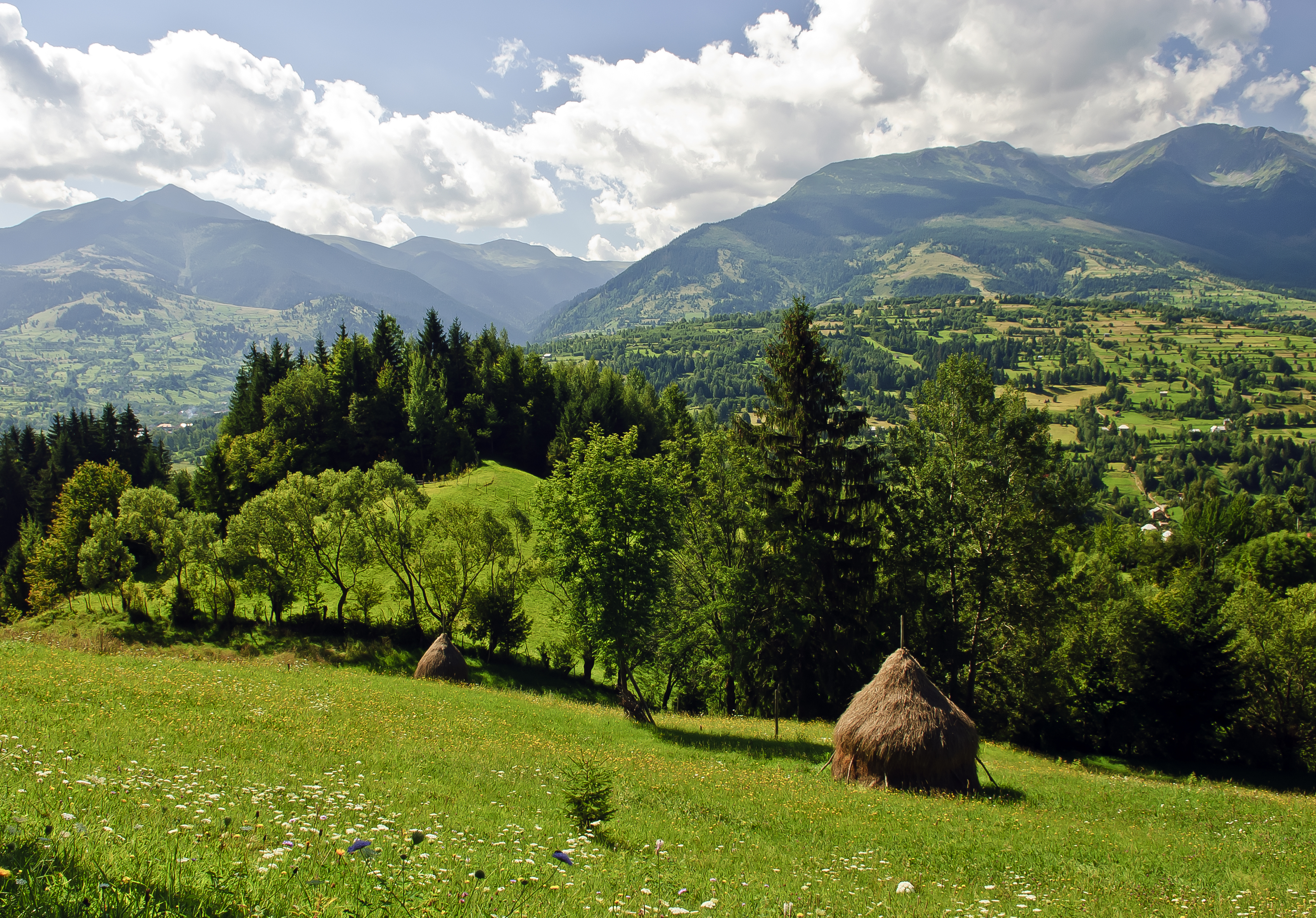
Pietrosu Mare near Borșa
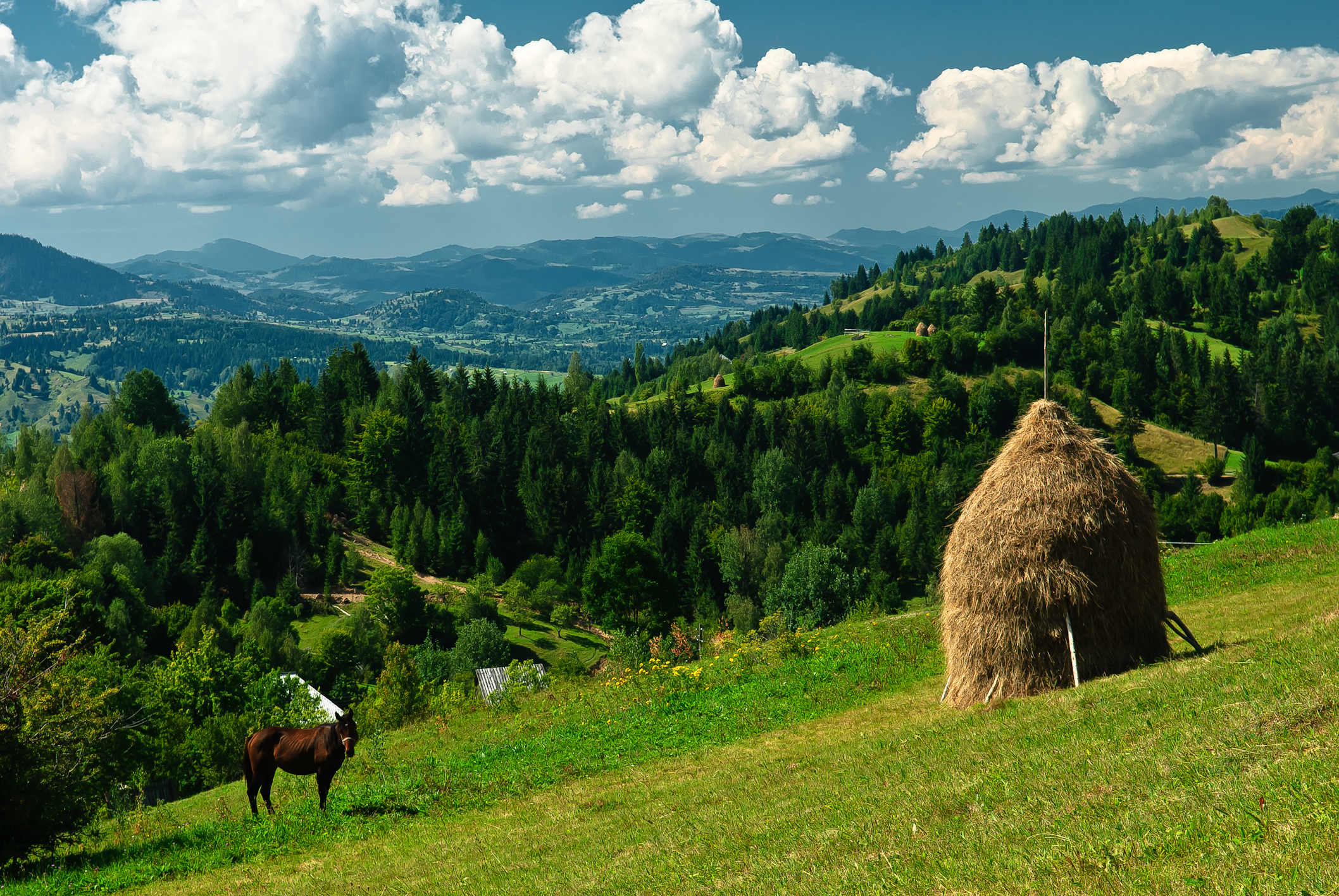
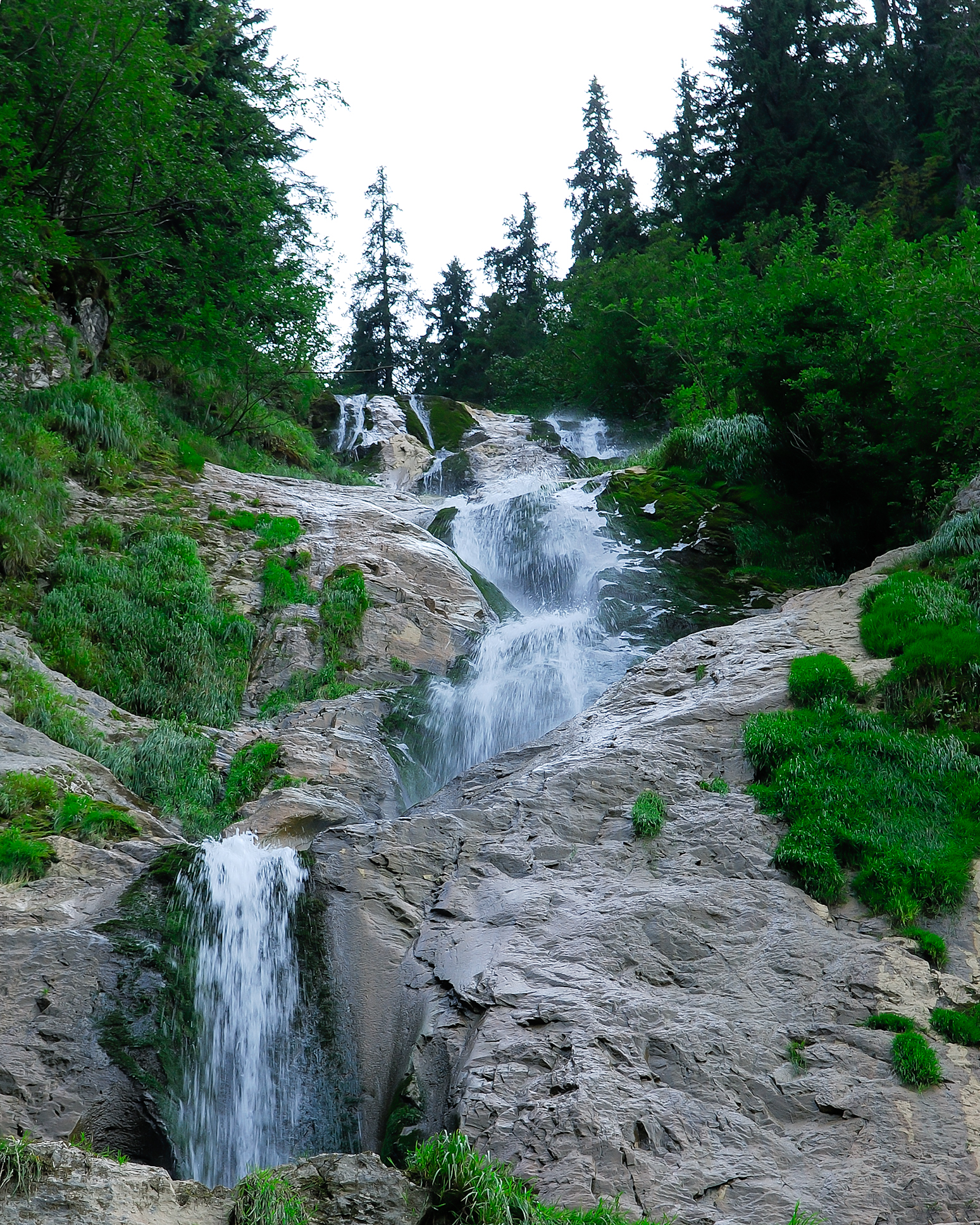
Horses' waterfall
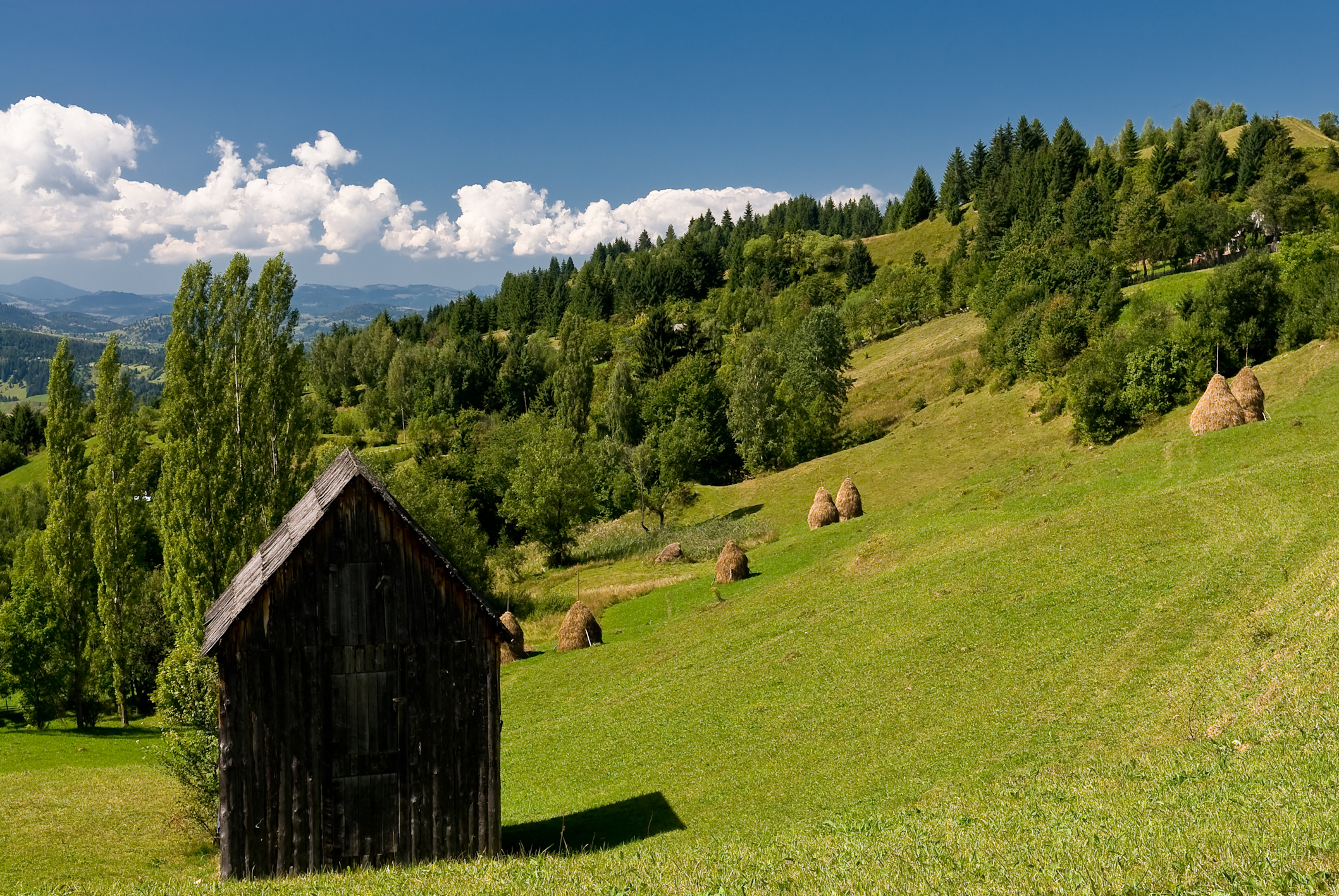
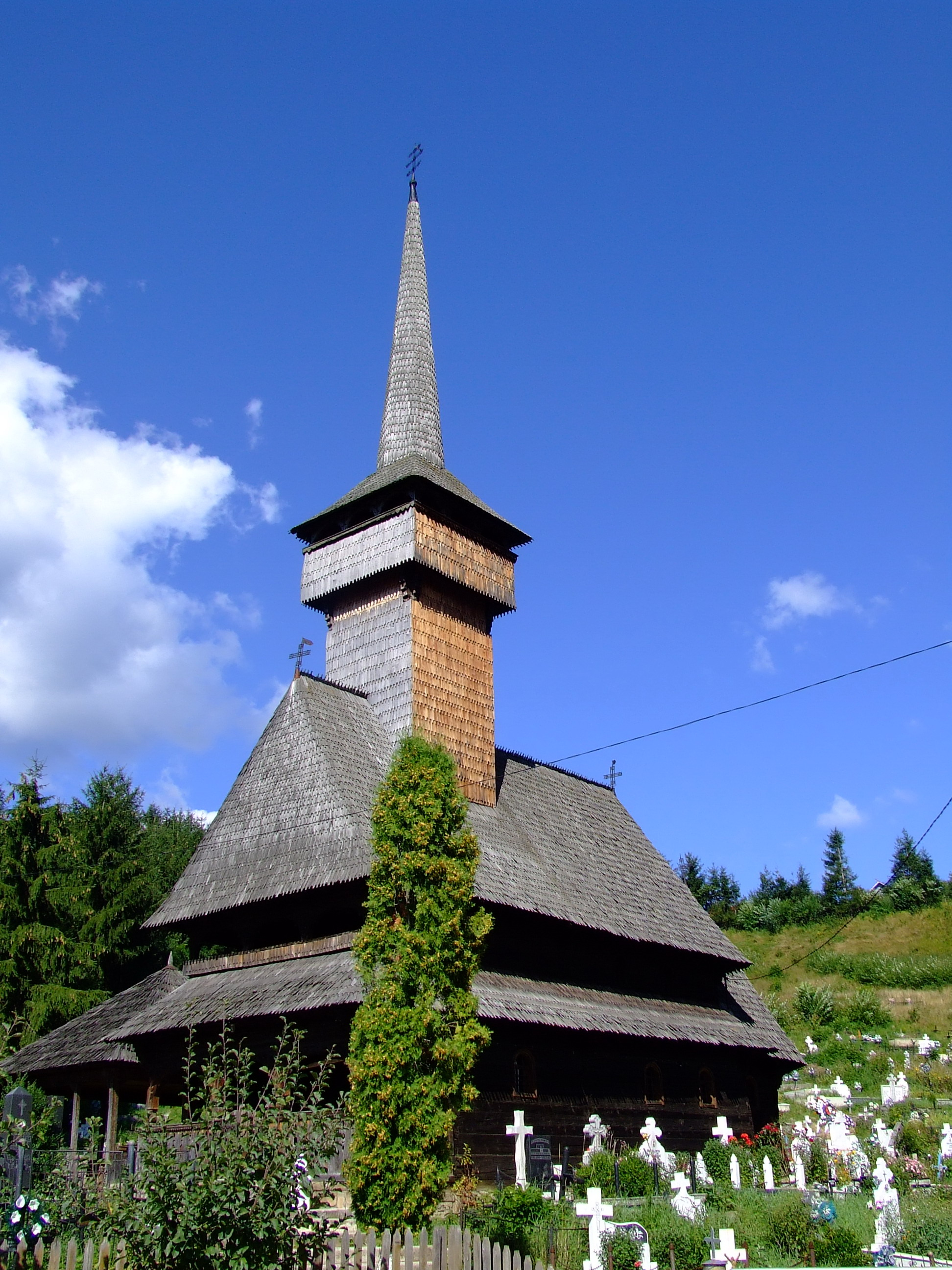
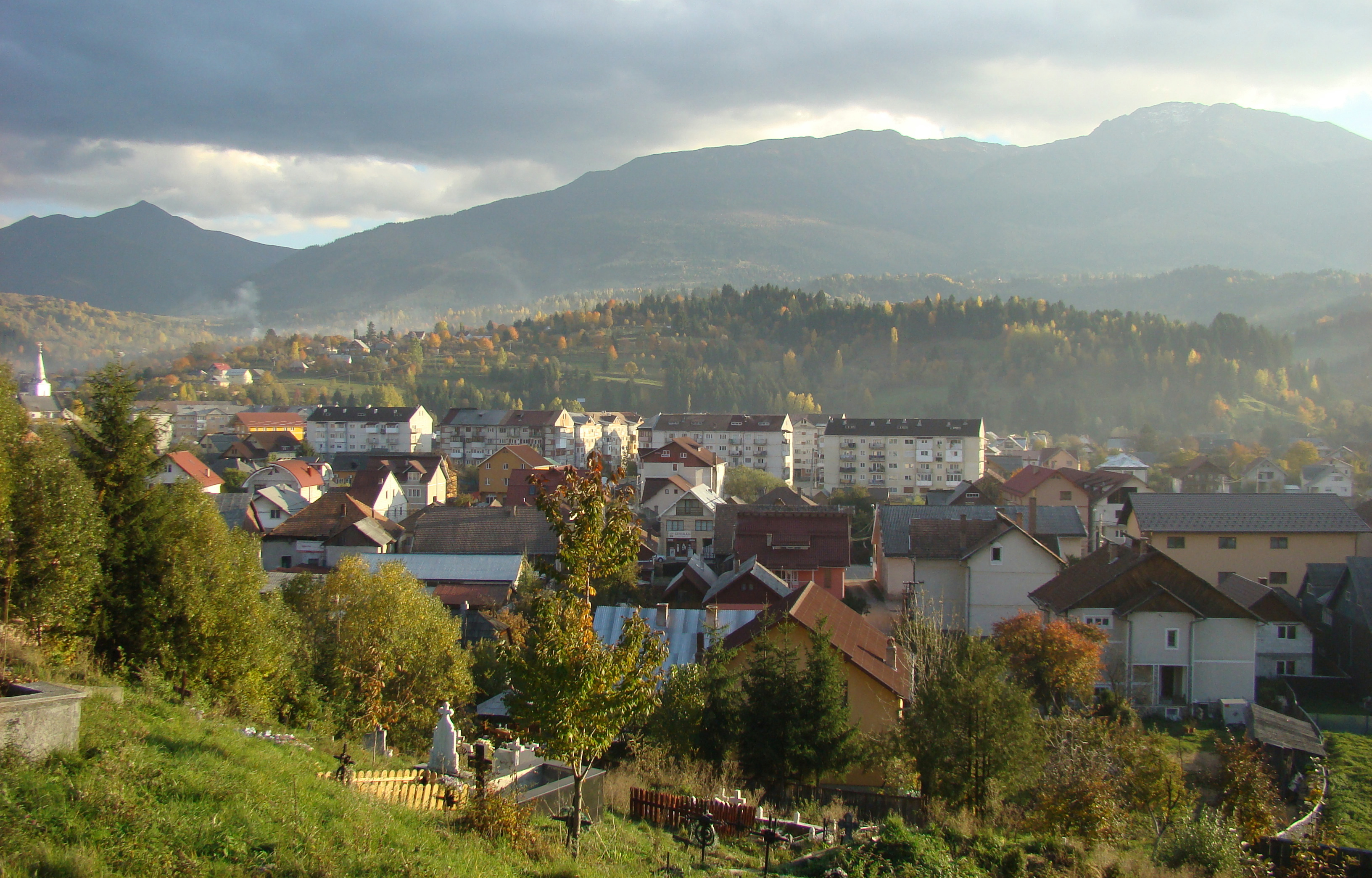
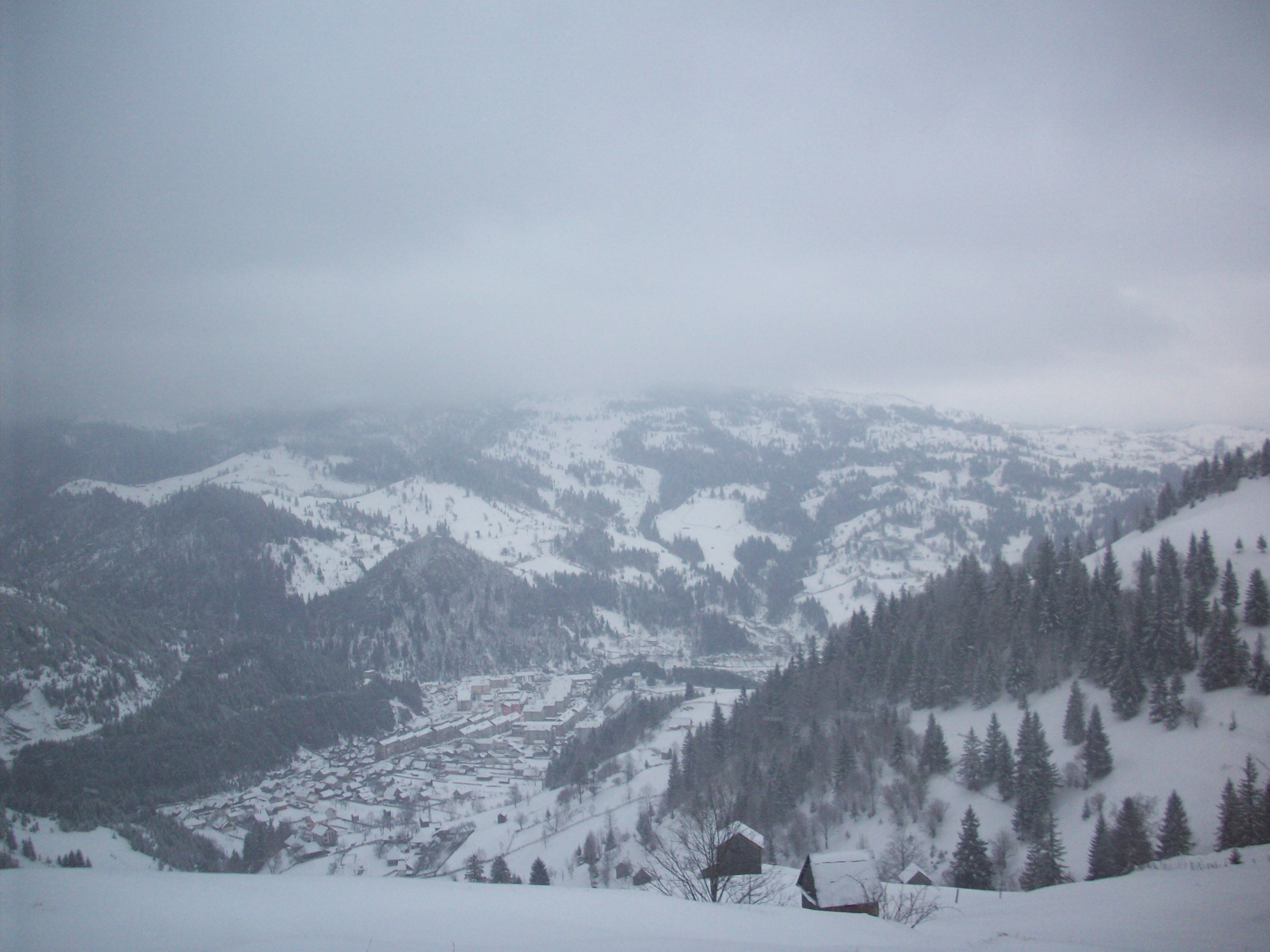